# Neuropatia ottica
Con neuropatia ottica si intende un danno, di qualsiasi natura, al nervo ottico. Il danneggiamento e la morte di queste cellule, neuroni, comportano le caratteristiche tipiche della neuropatia ottica.
Il sintomo principale è la perdita visiva, associata a difetti del senso cromatico. La testa del nervo ottico può essere analizzata tramite esame con oftalmoscopio. Un disco ottico pallido, per esempio, è tipico di una neuropatia ottica pregressa. In molti casi, solo un occhio è colpito e il paziente potrebbe non accorgersi dell’alterazione della percezione del colore finché non gli viene chiesto di coprire l’occhio sano.
La neuropatia ottica è chiamata spesso ““atrofia ottica””, per descrivere la perdita di fibre del nervo ottico. In medicina “atrofia” indica una riduzione reversibile, motivo per cui alcuni sostengono che il termine “neuropatia” sia da preferire.
L’atrofia ottica è dunque il risultato di una qualunque condizione che danneggia le cellule nervose nell’area compresa tra le cellule gangliari retiniche ed il corpo genicolato laterale (sistema visivo anteriore).

## Cause

### Neuropatia ottica ischemica
Nelle neuropatie ottiche ischemiche, c’è un insufficiente apporto di sangue (ischemia) al nervo ottico. La parte anteriore del nervo ottico viene irrorata dalle arterie ciliari posteriori brevi e dalla circolazione coroideale, mentre la parte retrobulbare (posteriore) del nervo ottico è irrorata dal plesso piale, dove si congiungono le arterie oftalmica, carotidea interna, cerebrale anteriore e comunicante anteriore. Le neuropatie ottiche ischemiche sono classificate in base alla posizione del danno e alle cause di riduzione del flusso sanguigno, se noto.
- La neuropatia ottica ischemica anteriore (NOIA) comprende malattie che interessano la testa del nervo ottico e ne causano il rigonfiamento, spesso con una perdita visiva improvvisa in un occhio. La sua forma arteritica, o NOIA-A, può essere causata da infiammazioni dei vasi sanguigni, per esempio in caso di arterite a cellule giganti, poliarterite nodosa, sindrome di Churg-Strauss, granulomatosi associata a poliangioite e artrite reumatoide.

La maggior parte delle neuropatie ottiche ischemiche anteriori sono di natura non arteritica. La NOI-NA si presenta con una perdita della vista indolore, che avviene nell’arco di ore o giorni, e che spesso si manifesta al risveglio. Molti pazienti perdono la metà inferiore del campo visivo, ma anche la perdita di quella superiore è comune (ma non della metà destra o sinistra). La patofisiologia non è del tutto chiara, ma è correlata all’insufficiente apporto di sangue alla testa del nervo. La forma non-arteritica di NOI è spesso associata a diabete mellito, elevata pressione intraoculare (glaucoma, chirurgia ottica), colesterolo alto, ipercoagulabilità, forti cali di pressione (dovuti per esempio a emorragie, arresti cardiaci o interventi chirurgici, soprattutto cardiaci e spinali) e apnea notturna. In rari casi, anche amiodarone, interferone alfa e farmaci per la disfunzione erettile sono associati a questa patologia.
- La NOI posteriore comporta improvvisa perdita visiva associata a neuropatia, senza rigonfiamento del disco ottico e con conseguente atrofia ottica. Colpisce pazienti predisposti a NOIA e pazienti con gravi episodi di ipotensione o che hanno subito interventi chirurgici, spinali o cardiaci.
- La neuropatia ottica da radiazioni è una patologia che si ritiene sia dovuta all’ischemia del nervo ottico, che si presenta da 3 mesi a fino ad 8 o più anni dopo una radioterapia al cervello e alle orbite. Normalmente appare circa un anno e mezzo dopo il trattamento, e comporta un’acuta perdita della vista, talvolta associata a danni alla retina (retinopatia da radiazioni), dovuto probabilmente a un danno alle cellule vascolari endoteliali e a quelle gliali nella divisione. Si presenta con una transitoria perdita visiva seguita da perdita visiva acuta e indolore in uno o entrambi gli occhi settimane dopo. Con dosi superiori a 50 Gy, il rischio è significativamente più alto.
- Ci sono anche evidenze che i trattamenti a base di interferone (interferone pegilato con ribavirina) per l’epatite C possano causare neuropatia ottica.[2]

### Neurite ottica
Una neurite ottica è un’infiammazione del nervo ottico, associata a edema e distruzione del suo rivestimento mielinico. Colpisce normalmente giovani adulti, soprattutto femmine. I sintomi possono includere dolore nel muovere l’occhio colpito, perdita visiva improvvisa, e diminuzione del senso cromatico (in particolare rosso). La neurite ottica, se associata alla presenza di lesioni cerebrali demielinizzanti multiple alla sostanza bianca rilevate con imaging a risonanza magnetica, suggerisce un’eventuale sclerosi multipla.
La neurite ottica può avere diverse cause e sono possibili diversi trattamenti.
Ad un esame oftalmoscopico il nervo ottico può apparire gonfio, ma potrebbe anche apparire normale. Un difetto pupillare afferente, una diminuzione del senso cromatico o una perdita del campo visivo (spesso centrale) suggeriscono neurite ottica. Generalmente, la funzionalità visiva viene recuperata entro 10 settimane, ma talvolta si può verificare una perdita assonale permanente ed assottigliamento dello strato di fibre del nervo.

### Neuropatia ottica compressiva
Tumori, infezioni e processi infiammatori possono causare lesioni nell’orbita oculare e, più raramente, nel canale ottico. Queste lesioni possono comprimere il nervo ottico, causando il rigonfiamento del disco ed una progressiva perdita visiva. Altre patologie orbitali correlate includono glioma ottico, meningioma, emangioma, linfangioma, cisti dermoide, carcinoma, linfoma, mieloma multiplo, pseudotumore infiammatorio orbitario ed oftalmopatia tiroidea. I pazienti presentano spesso una protrusione del bulbo oculare (proptosi o esoftalmo), con un lieve deficit nella percezione dei colori e una vista normale, ma con un rigonfiamento del disco.

### Neuropatia ottica infiltrativa
Ci sono una serie di processi che possono andare a intaccare il nervo ottico, come tumori, infiammazioni e infezioni. Per quanto riguarda i tumori, possono essere primari (glioma ottico, emangioma capillare o cavernoso) o secondari (carcinoma metastatico o nasofaringeo, linfoma o leucemia). Il più comune evento infiammatorio che interessa il nervo ottico è la sarcoidosi. Funghi, batteri o virus opportunisti possono infiltrarsi nel nervo ottico. L’aspetto del nervo ad un esame oftalmoscopico dipende dalla porzione del nervo colpita.

### Neuropatia ottica traumatica
Il nervo ottico può subire danni dovuti a lesioni dirette o indirette. Le prime sono causate da traumi che attraversano il piano anatomico, alterando l’anatomia e la funzione del nervo, come un proiettile o pinzette che lo danneggiano fisicamente, mentre le seconde comprendono traumi contusivi alla fronte, come in un incidente stradale, dove il nervo ottico assorbe la forza dell’impatto, danneggiandosi. La parte più frequentemente colpita è la porzione intracanalicolare. I traumi da decelerazione negli incidenti stradali o aerei costituiscono dal 17 al 63% dei casi. Anche le cadute sono una causa comune, specialmente in caso di perdita di conoscenza associata a un trauma multisistemico e gravi lesioni cerebrali. In meno del 3% dei pazienti, lesioni al nervo ottico possono essere causate da un’iniezione retrobulbare (generalmente per anestetizzare). In caso di fratture orbitali, l’emesi (vomito) o il soffiarsi il naso possono spingere aria nell’orbita, che può compromettere l’integrità del nervo ottico.

### Neuropatie ottiche mitocondriali
I mitocondri svolgono un ruolo fondamentale nel regolare il ciclo vitale delle cellule gangliari retiniche, a causa del loro elevato consumo energetico. I mitocondri sono prodotti nel corpo cellulare (pirenoforo o soma) della cellula gangliare retinica, trasportati lungo gli assoni e distribuiti dove necessario. Mutazioni genetiche del DNA mitocondriale, deplezioni vitaminiche, abuso di alcol e tabacco o l’uso di determinate droghe può causare squilibri nel trasporto dei mitocondri, portando ad una neuropatia ottica primaria o secondaria.

#### Neuropatia ottica nutrizionale
Una neuropatia ottica nutrizionale può presentarsi in un paziente in evidente stato di denutrizione (perdita di peso e debilitazione). Normalmente, sono necessari mesi di denutrizione per lasciare l’organismo privo della maggior parte dei nutrienti. I pazienti denutriti spesso soffrono di carenze di vitamine (avitaminosi) e nutrienti e hanno bassi livelli di proteine nel siero del sangue, sebbene le neuropatie ottiche associate ad anemia perniciosa e carenza di vitamina B12 possano essere osservate anche in pazienti ben nutriti. Anche dei bypass gastrici possono causare carenza di B12 dovuta a malassorbimento.
I pazienti colpiti da neuropatia ottica nutrizionale possono notare che i colori sono meno vividi e che il rosso appare più sbiadito. Accade contemporaneamente in entrambi gli occhi ed è indolore. Può avvenire un offuscamento della vista, seguito da un calo visivo. Nonostante la perdita visiva sia rapida, è raro che progredisca in cecità. In genere questi pazienti hanno punti ciechi al centro del campo visivo, mentre la visione periferica è preservata. In molti casi, la pupilla continua a rispondere normalmente agli stimoli luminosi.
La neuropatia ottica nutrizionale è accompagnata da dolore o perdita di sensibilità in braccia e gambe (neuropatia periferica), poiché il deficit nutrizionale affligge l’intero organismo. Un caso di epidemia di neuropatia ottica nutrizionale è quello dei soldati Alleati prigionieri dei giapponesi durante la seconda guerra mondiale. Dopo quattro mesi di denutrizione, i prigionieri hanno sviluppato cali improvvisi della vista in entrambi gli occhi, accusando anche dolore alle estremità degli arti e calo dell’udito. Un altro esempio è una neuropatia tropicale endemica della Nigeria che potrebbe essere causata da denutrizione, ma questa correlazione non è ancora stata comprovata.

#### Neuropatia ottica tossica
La causa più nota di neuropatia ottica tossica è l’avvelenamento da metanolo. Accade normalmente quando la vittima consuma metanolo credendo che si tratti di alcol etilico, ed è potenzialmente fatale. Anche un consumo moderato (intorno ai 30 gr) di metanolo può portare a cecità, ma questo processo può essere contrastato dall’assunzione concomitante di alcol etilico. Il paziente accusa nausea e vomito, poi difficoltà respiratorie, emicranie e, dopo circa 18-48 ore dal consumo, perdita visiva. Se non trattato, l’avvelenamento da metanolo può portare a cecità, e le pupille possono dilatarsi e smettere di reagire alla luce.
- Il glicole etilenico, un componente del liquido antigelo per auto, è una sostanza tossica per l’intero organismo, incluso il nervo ottico. Il consumo può essere letale, e anche nei casi di recupero, si possono subire danni neurologici e oftalmologici permanenti. Anche se la perdita della vista non è un effetto comune, l’edema cerebrale può causare il rigonfiamento bilaterale del disco ottico, a causa dell’elevata pressione intracranica. Indice di una tale intossicazione è la presenza di ossalati di calcio nelle urine. Analogamente ai casi di avvelenamento da metanolo, il trattamento consiste nella somministrazione di etanolo, che compete con l’enzima che trasforma il glicole in acido ossalico.
- L’etambutolo, principio attivo comunemente usato contro la tubercolosi, è noto per causare neuropatie ottiche tossiche. I pazienti con intossicazione da etambutolo perdono la vista in entrambi gli occhi in egual modo. Inizia con problemi nel percepire i colori (discromatopsia), e può causare deficit permanenti nella parte centrale del campo visivo. Se si manifestano cali della vista durante l’assunzione di etambutolo, è consigliabile interrompere il trattamento dopo una consultazione con il medico. La visione può migliorare leggermente dopo l’interruzione del trattamento, ma raramente i danni sono completamente reversibili.
- L’Amiodarone è un farmaco antiaritmico ampiamente usato nel trattamento di battiti cardiaci anomali (tachiaritmie atriali o ventricolari). L’effetto collaterale più comune di questo farmaco è la cornea verticillata, dovuta a depositi epiteliali corneali, ma è stato talvolta associato a neuropatia ottica ischemica non-arteritica. Pazienti che presentano sintomi visivi durante il trattamento a base di Amiodarone dovrebbero consultare un oftalmologo.
- Il consumo di tabacco, prevalentemente con pipa o sigari, può causare neuropatia ottica. Spesso si manifesta in uomini di mezz’età o anziani, con perdite visive e distorsioni della percezione dei colori che avvengono con lenta progressione e in maniera indolore. Il meccanismo non è chiaro, ma è stato associato ad individui che hanno già sofferto di malnutrizione.

#### Neuropatia ottica ereditaria
Le neuropatie ottiche ereditarie si manifestano tipicamente con perdite visive centrali simmetriche e bilaterali. Nella maggior parte dei casi questa perdita è progressiva e permanente.
- La Neuropatia ottica ereditaria di Leber (LHON) è la forma più diffusa di malattia mitocondriale e interessa principalmente maschi adulti. La LHON si manifesta solitamente con una rapida perdita visiva in un occhio, che colpisce poi anche il secondo occhio (di solito nell’arco di pochi mesi). L’acuità visiva rimane stabile e ridotta (intorno a 1/10), con un difetto nella parte centrale del campo. I pazienti con la mutazione 14484/ND6 hanno più probabilità di recupero.[4]
- L’atrofia ottica autosomica dominante (ADOA) è una malattia autosomica causata da un difetto nel gene nucleare OPA1. É una neuropatia ottica a lenta progressione, che si presenta solitamente nella prima decade di vita, in maniera bilaterale e simmetrica. I pazienti presentano perdita di acuità visiva, un disco ottico pallido e scotomi centrocecali, con lievi difetti nella visione cromatica.
- La sindrome di Behr è una rara malattia autosomica recessiva caratterizzata da insorgenza precoce di atrofia ottica, atassia e spasticità.
- La sindrome di Berk-Tabatznik si manifesta con sintomi quali bassa statura, atrofia ottica congenita e brachitelefalangia. È una condizione estremamente rara.[5]